# Paulo da Gama
Paulo da Gama (Olivença, Portugal ca. 1465 - Angra do Heroísmo, Portugal, juni/juli 1499) was een Portugese zeevaarder en ontdekkingsreiziger. Hij was de oudere broer van de veel bekendere ontdekkingsreiziger Vasco da Gama.
Paulo vergezelde zijn broer op zijn eerste reis naar Indië tussen 1497 en 1499. Hij was de kapitein van de São Rafael, het zusterschip van vlaggenschip São Gabriel. Nadat de São Rafael tot zinken werd gebracht op de terugreis, voer hij mee op het vlaggenschip. Vasco bracht hem naar Angra do Heroísmo op Terceira in de Azoren, waar hij bij zijn broer bleef tot zijn overlijden. Paulo ligt begraven in de Mariakerk in deze stad.
In 1499 voer Vasco terug naar het vaste land van Portugal.